# 6461 Adam
6461 Adam este o planetă minoră (asteroid), cu un diametru de 2,632 km, din centura de asteroizi. A fost descoperită pe 4 noiembrie 1993 la Observatorul Siding Spring de Robert H. McNaught și a fost numită după Robert Adam. 
Obiectul prezintă o orbită caracterizată de o semiaxă mare de 1,9524029 UAi, o excentricitate de 0,1, o înclinație de 23,41834 ° în raport cu ecliptica.